# Movimento M62
O Movimento M62 (em francês:  Mouvement M62), oficialmente conhecido como "M62: União Sagrada para a Salvaguarda da Soberania e Dignidade do Povo" (em francês:  M62 : Union sacrée pour la sauvegarde de la souveraineté et de la dignité du peuple), é um movimento político no Níger. O grupo se identifica como anti-imperialista e anti-francês e é conhecido por sua russofilia. Surgiu como um movimento da sociedade civil durante a Operação Barkhane, opondo-se à intervenção francesa, caracterizando-a como uma ambição imperialista.

## História
Foi estabelecido em 4 de julho de 2022 como uma coalizão de quinze organizações com o objetivo de expressar oposição ao envolvimento francês pela Operação Barkhane, que o grupo percebe como uma "presença militar francesa no Níger" e, portanto, a vê como uma forma de invasão. Durante seus protestos, os participantes utilizaram as bandeiras da Rússia e do Níger como símbolos. A partir de 19 de setembro de 2022, os protestos persistiram e surgiram alguns slogans, como "A França é um Estado Nazista!", "O exército colonial (Barkhane) deve partir" e "Retire o exército colonial francês". No decorrer desses protestos, muitos também usaram camisetas com o símbolo Z, utilizadas durante a invasão russa da Ucrânia.
O líder do movimento, Abdoulaye Seydou, foi preso pelo governo de Mohamed Bazoum em fevereiro de 2023 após uma entrevista acusando as forças armadas nigerinas de graves violações dos direitos humanos e condenado em abril de 2023 a nove meses de prisão e multa de 1.500 euros.  Outras fontes vinculam sua prisão a uma manifestação que ele organizou no final de 2022. 
Na mesma entrevista, Seydou negou qualquer vínculo com o governo russo, afirmando que "lutamos pela soberania do Níger, por isso não estamos com nenhum país colaborador estrangeiro", e disse que os organizadores do protesto confiscaram bandeiras russas trazidas por manifestantes. Também descreveu Thomas Sankara como um "ídolo" por sua oposição ao neocolonialismo.
Durante o golpe de Estado de 2023, o grupo marchou em apoio ao referido golpe. Numa marcha a pedido de Abdourahamane Tchiani, milhares de nigerinos golpistas reuniram-se na Praça da Concertação de Niamey, em frente à Assembleia Nacional, e dirigiram-se à Embaixada da França portando bandeiras nigerinas e russas, com slogans como "Abaixo a França, fora com a Barkhane, não nos importamos com a CEDEAO, a União Europeia e a União Africana!", "Prendam os ex-dignitários para devolver os milhões roubados" e "Abaixo a França, viva Putin!". Os manifestantes também pediram uma intervenção imediata dos paramilitares russos do Grupo Wagner. Durante a marcha, as entradas das embaixadas francesa e estadunidense foram fechadas. As paredes e portões da embaixada francesa foram incendiados e danificados, enquanto soldados nigerinos e o general Salifou Modi foram vistos incitando a multidão a se dispersar pacificamente.